# Hypognatha divuca
Hypognatha divuca är en spindelart som beskrevs av Levi 1996. Hypognatha divuca ingår i släktet Hypognatha och familjen hjulspindlar.
Artens utbredningsområde är Peru. Inga underarter finns listade i Catalogue of Life.